# بوغير
بلدية بوغير (بالإسبانية: Búger) هي بلدية تقع في منطقة جزر البليار شرق إسبانيا.

## الديموغرافيا
بلغ عدد سكان بلدية بوغير 1.047 نسمة عام 2011 (وفقاً للمعهد الوطني للإحصاء الإسباني).
| 926 | 938 | 982 | 1.016 | 1.062 | 1.060 | 1.047 |